# Marcia Ascher

Inka-Quipu, Larco Museum

 Marcia Alper Ascher (* 23. April 1935 in New York City, USA; † 10. August 2013) war eine US-amerikanische Mathematikerin und Hochschullehrerin. Sie war eine Pionierin der Ethnomathematik und emeritierte Professorin für Mathematik am Ithaca College.

## Leben und Werk
Ascher wurde in New York City als Tochter eines Glasers und einer Sekretärin geboren. Nach dem Besuch der High School in Forest Hills besuchte sie bis 1956 das Queens College an der City University of New York. Wenige Monate nach ihrem Abschluss heiratete sie den Anthropologen Robert Ascher und beide studierten dann an der University of California in Los Angeles. 1960 erhielt Ascher einen Master-Abschluss und zog mit ihrem Mann nach Ithaca, wo dieser eine Fakultätsstelle an der Cornell University erhalten hatte.
Sie war 1960 eine der Gründerinnen der Fakultät für Mathematik am Ithaca College, wurde dort 1961 Assistenzprofessorin und 1995 als ordentliche Professorin emeritiert.
Sie war Autorin zahlreicher Artikel in Büchern und wissenschaftlichen Zeitschriften zum Thema Inka-Quipus und mathematische Ideen in traditionellen und kleinräumigen Kulturen. Gemeinsam mit ihrem Mann verfasste Ascher das Buch Code of the Quipu: A Study in Media, Mathematics, and Culture, welches 1997 als Mathematics of the Incas: Code of the Quipu neu veröffentlicht wurde.
Sie war auch die alleinige Autorin von zwei weiteren Büchern über Ethnomathematik. Mathematics Elsewhere  erhielt eine lobende Erwähnung bei den PROSE Awards 2002 in der Kategorie Mathematik und Statistik. Ascher ist vor allem für ihre Arbeiten bekannt, die mathematische Ideen in ihrem kulturellen Kontext untersuchen. Ein Beispiel für Aufzeichnungen in einer nicht-westlichen Zivilisation ist der Inka-Quipu, der anstelle einer geschriebenen Sprache diente. Geknotete Schnüre übermittelten Informationen, die in der Art und Größe der Knoten, den Farben und Längen der Schnüre und dem Abstand zwischen den Schnüren codiert sind. In Mathematics of the Incas: Code of the Quipu analysierten Ascher und ihr Mann fast zweihundert Quipu, viele davon aus der Sammlung der Bibliothek der University of Michigan.
Ascher und ihr Mann waren über 50 Jahre in der jüdischen Gemeinde von Ithaka aktiv. In den 1970er Jahren gründete das Paar eine Holocaust-Bibliothek im Tempel Beth-El. Als Unterstützung hinterließ das Paar der United Jewish Community der Region Ithaca eine Stiftung in Höhe von 500.000 US-Dollar.
Ascher starb 2013 im Alter von 78 Jahren.

## Auszeichnungen
- Getty Scholar, Getty Center for the History of Art and the Humanities
- Dana Research Fellow, Ithaca College

## Veröffentlichungen (Auswahl)
- Code of the Quipu: A Study in Media, Mathematics, and Culture. University of Michigan Press, 1981, ISBN 978-0472063253.
- Mathematics of the Incas: Code of the Quipu. Dover Publications, 1997.
- Ethnomathematics: A Multicultural View of Mathematical Ideas. CRC Press LLC, 1991, ISBN 978-0534148805.
- Mathematics Elsewhere: An Exploration of Ideas across Cultures. Princeton University Press, 2002, ISBN 978-0691070209.